# Carrozzeria Fantuzzi

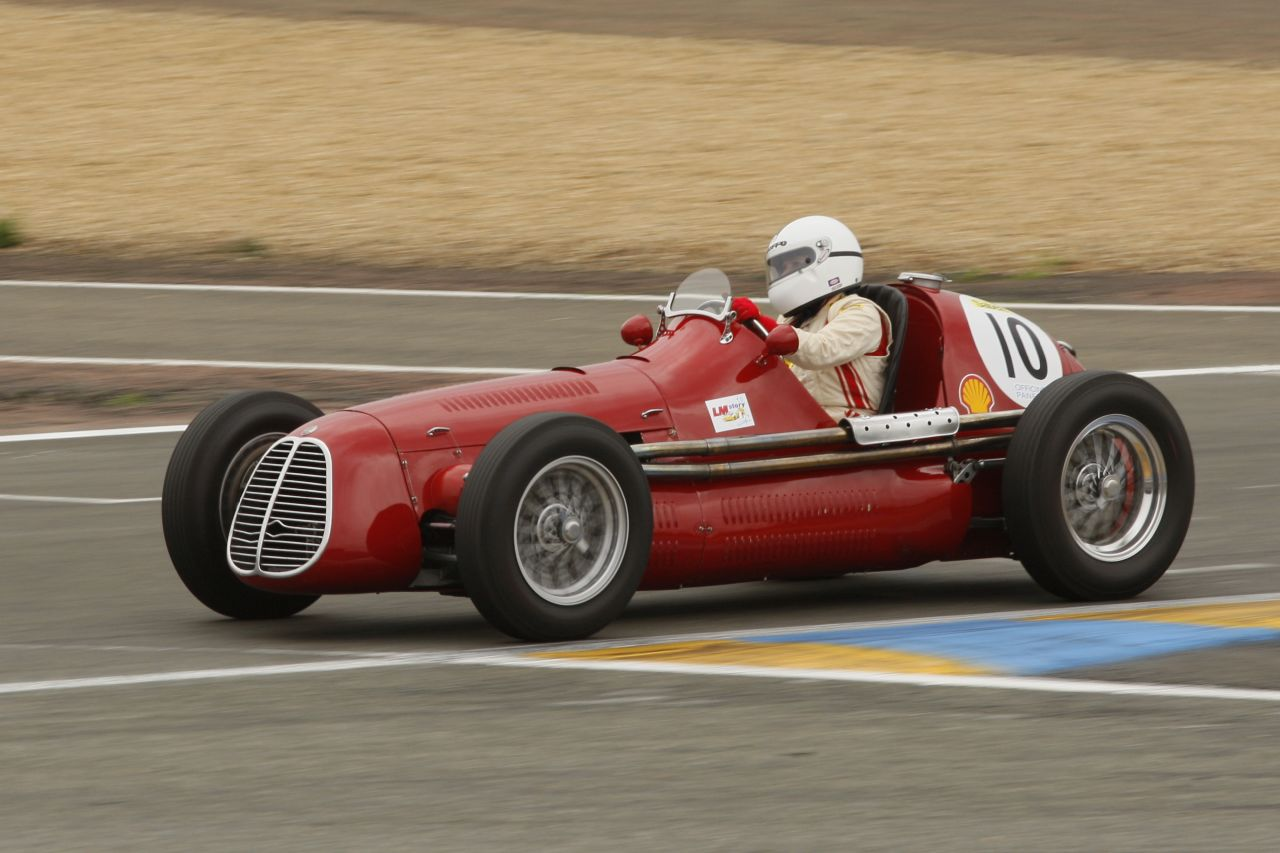
Von Fantuzzi karossierter Maserati A6GCM

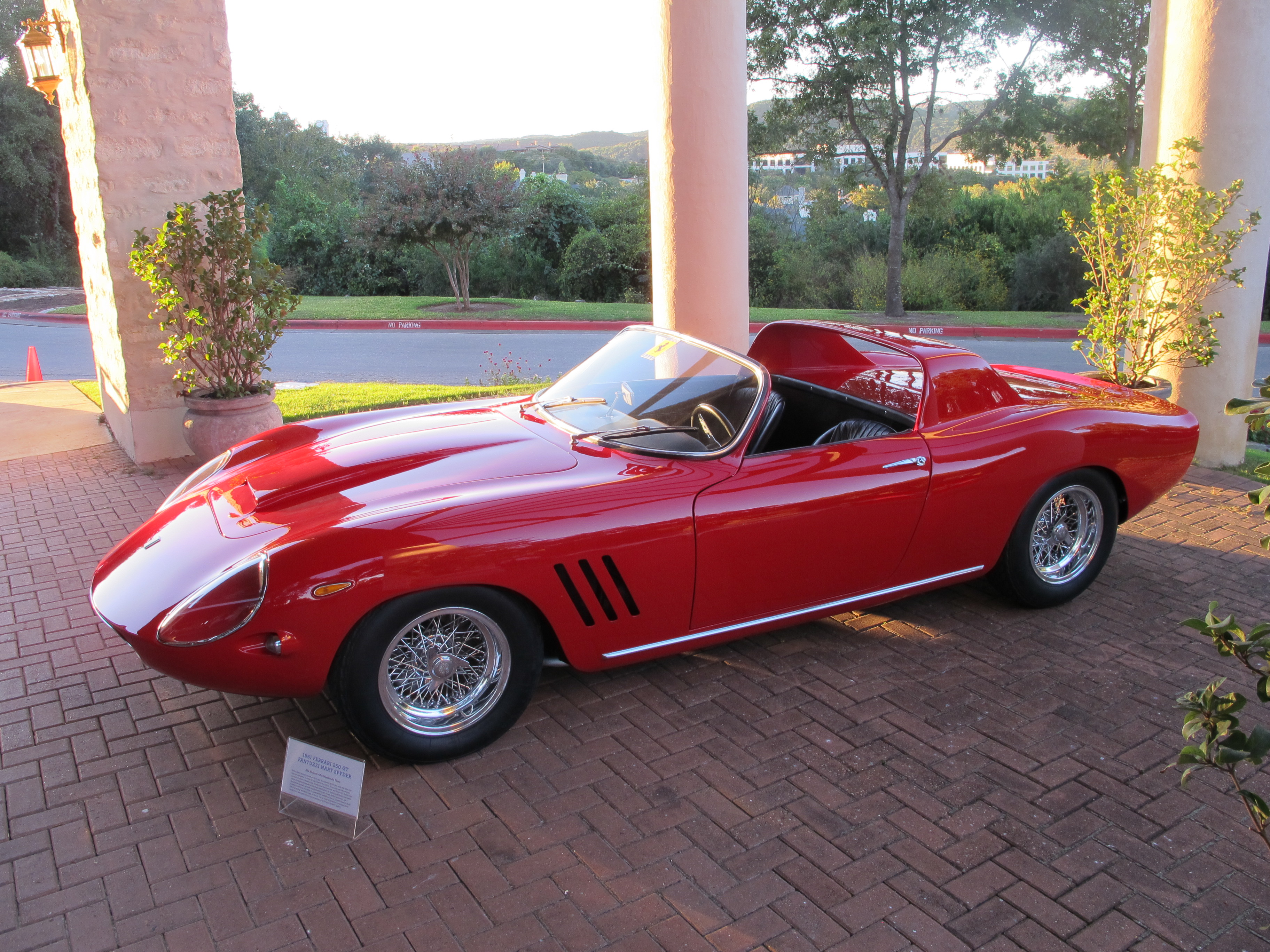
Ferrari 250 GT Fantuzzi NART Spyder. Ursprünglich ein 1961 250 GTE 2 + 2 Chassis # 2236GT, neu an Luigi Chinetti verkauft. 1965 von Fantuzzi nach einem Unfall in den aktuellen Look umgebaut. Verkauft im Jahr 2014 für über 1 Million USD.

Die Carrozzeria Fantuzzi ist ein italienischer Automobildesign- und Karosseriebaubetrieb für Sportwagen mit Sitz in Modena.

## Unternehmensgeschichte
Die Carrozzeria Fantuzzi wurde von Medardo Fantuzzi  (* 1906 in Bologna; † 1986 in Modena) und dessen Bruder Gino gegründet. Das Unternehmen hatte in den 1950er-Jahren enge Verbindungen zu Maserati und karossierte so legendäre Rennwagen wie den Maserati A6GCM, den Maserati 250F, den Maserati 300S und den 200S sowie den 200SI. Zu dieser Zeit hatte Fantuzzi keine eigenen Räumlichkeiten; die Werkstatt war vielmehr innerhalb der Maserati-Fabrik untergebracht.
Nachdem Maserati Ende der 1950er-Jahre die Rennsporttätigkeit eingestellt hatte, begann Fantuzzi, für Ferrari zu arbeiten. Aus den Werkstätten des Unternehmens stammte der Ferrari 250 Testa Rossa Spyder aus dem Jahre 1961, ferner der 330 TRI und der Formel-1-Rennwagen Ferrari 1512. Daneben arbeitete Fantuzzi auch für De Tomaso (Isis und Tipo 801), für A.T.S. sowie die Scuderia Serenissima und deren Mutterunternehmen Automobili Serenissima.
Ende der 1970er-Jahre übernahm Medardo Fantuzzis Sohn Fiorenzo die Leitung des Unternehmens, das sich inzwischen mit der Restaurierung historischer Rennwagen beschäftigte. 1993 stellte Fantuzzi den Betrieb ein.